# Blanca Rosa Gil
Blanca Rosa Gil (Perico, 26 de agosto de 1937) es una cantante cubana de boleros.

## Biografía
Siendo todavía pequeña se muda con su familia a la ciudad de La Habana, donde asistió a la escuela primaria.Junto a sus hermanas Rita y Mercedes empezaron a cantar en actividades escolares.
En 1955 su familia la envió a Caracas (capital de Venezuela) en compañía de una familia de clase alta que tenía intereses en el medio artístico.
El productor venezolano Arístides Borrego la escuchó cantar en una fiesta privada (Blanca Rosa tenía 17 años de edad) y quedó encantado con su voz.
La contrató para trabajar en un programa infantil llamado Humo y fantasía.Cantó regularmente en el Plaza Cabaret (en Caracas).En 1957, Gil grabó su primer éxito: «Sombras».
En 1959,con 21 años de edad, fue «descubierta» en Caracas por el empresario cubano Gaspar Pumarejo,que la bautizó «La Muñequita que Canta» y la llevó de retorno a Cuba para cantar en el cabaré Ali Bar, en la ciudad de La Habana.Desde ese debut obtuvo resonancia nacional en la isla. Actuó para la radio y la televisión cubanas y se hizo famosa en los cabarés de la capital. Ese mismo año (1959) hizo una gira por Chile, Colombia y Venezuela.Se convirtió en la atracción de la revista Bim bam bum en el Teatro Ópera de Caracas.En su gira venezolana surgió un disco que registraría uno de sus mayores éxitos, «Me da risa». Al año siguiente (1960) ―cuando aún estaba en el programa del Ali Bar (de La Habana)― sus interpretaciones de «Sombras» y «Besos de fuego» serían los grandes éxitos discográficos del año.
Grabó discos de larga duración para las empresas discográficas Modiner, Panart y Maype. Como intérprete de boleros, hizo giras artísticas en Venezuela, México, Colombia y República Dominicana.
En 1961 grabó el álbum Blanca Rosa canta a Venezuela en el Blue Moon de Caracas, para la televisión venezolana.
Se la llama «La Voz Femenina de la Radio», pero también es una estrella de televisión, que aparece sobre todo en el notable programa Los jueves de Partagás.El actor cubano Otto Sirgo (1918-1966) la bautizó jocosamente «La Cancionera de Bolsillo».Al finalizar el año 1961, su canción «Cristal» ―grabada en La Habana― estuvo primera en las listas de éxitos.
En diciembre de 1961, Blanca Gil viajó en gira a la Ciudad de México y ya no retornó a Cuba.En México grabó varios discos para la empresa discográfica mexicana Benson,en especial con las formaciones de Memo Salamanca y Sergio Pérez.En 1964 grabó Terciopelo, con Julio Gutiérrez.
En 1966 grabó el bolero «Hambre», del mexicano Rosendo Montiel Álvarez.Ese año se mudó a Miami (Estados Unidos), donde vivió nueve años.Finalmente hacia 1975 Blanca Gil se radicó en la isla de Puerto Rico (Estados Unidos), donde fue contratada por el sello Velvet.
Hacia 1980 abrazó la fe cristiana, por lo que abandonó los escenarios.Durante más de una década cantó solamente en los templos evangélicos. Hacia 1991 volvió a grabar álbumes de verdadera música. 

## Discografía

### Álbumes de estudio
- Blanca Rosa Gil canta “Sombras” (LP; Modiner, 1002).
- Única entrega.
- 1992: Boleros
- 1993: La Muñequita que Canta.
- 1994: 15 éxitos.
- 1995: Hambre.
- 1996: Dueña y Señora de la Canción.
- 1997: 15 súper éxitos.
- 1998: Tú me hiciste mujer.
- 1999: Besos de juegos.
- 1999: Antología Cuba. Blanca Rosa Gil.
- 2000: La dueña y señora del bolero.
- 2003: Yo soy la buena.
- 2005: Besos brujos.
- 2006: Los años de oro / Besos brujos.
- 2006: Las voces del siglo.
- 2006: No soy tu esclava.
- 2008: Triunfadora de Cuba.
- 2007: Ayer y hoy con Los Montemar. Blanca Rosa Gil con el cuarteto Los Montemar
  - «Cristal» (de Marianito Mores y José María Contursi),
  - «¿De qué presumen?» (de Homero Aguilar Cabrera),
  - «Mal hombre» (de L. Mendoza),
  - «Fuiste mío primero» (de Luis Kalaff) y
  - «Mal pago» (de Héctor Flores Osuna), en ritmo de salsa.
  - «Ama», en tiempo de samba (de Luis Demetrio),
  - «Me queda la experiencia», régue-conga (de Concha Valdés Miranda),
  - «La vida es un largo camino», gospel (de René Touzet),
  - «Tú me hiciste mujer», bolero ranchero (de Ivette Marchand),
  - «Estoy enamorada» (de Antonio Figueroa Carrillo, su esposo).
  - «¿Qué has hecho de mí?» (de Antonio Figueroa Carrillo).
  - «Tierra mía» (guajira), de Juan Chino Pacheco y Jaime Ortiz Tapia ―propietarios del sello JT Records―
  - «Te soñé libre» (balada), de Chino Pacheco y Jaime Ortiz Tapia
  - «La azúcar de Celia» (salsa dedicada a la cantante cubana de salsa Celia Cruz), de Chino Pacheco y Jaime Ortiz Tapia.
- 40 años 40 éxitos.

### Sencillos
- «Hambre»,
- «Cristal» (tango-bolero)[4]
- «Tú me hiciste mujer»,
- «Besos brujos»
- «Besos de fuego» (bolero-tango),[5]
- «Sombras» (pasillo),
- «Te odio y te quiero (mi triunfo)»